# Scytodes diminuta
Scytodes diminuta är en spindelart som beskrevs av Valerio 1981. Scytodes diminuta ingår i släktet Scytodes och familjen spottspindlar.
Artens utbredningsområde är Costa Rica. Inga underarter finns listade i Catalogue of Life.